# 6709 Hiromiyuki
6709 Hiromiyuki eller 1989 CD är en asteroid i huvudbältet som upptäcktes den 2 februari 1989 av de båda japanska astronomerna Masaru Arai och Hiroshi Mori vid Yorii-observatoriet i Japan. Den är uppkallad efter Hiroyuki och Miyuki Mori, barn till en av upptäckarna.
Asteroiden har en diameter på ungefär 4 kilometer.